# Chew Moor
Chew Moor – wieś w Anglii, w hrabstwie Wielki Manchester, w dystrykcie Bolton. Leży 5,1 km od miasta Bolton, 19,2 km od miasta Manchester i 280,4 km od Londynu. W 2015 miejscowość liczyła 864 mieszkańców.